# Nowogorodowo (obwód wołogodzki)
Nowogorodowo (ros. Новогородово) – wieś w Rosji, w rejonie czerepowieckim obwodu wołogodzkiego. W 2021 r. liczyła 6 mieszkańców.